# Sulfinsäurehalogenide
| Sulfinsäuren und Sulfinsäurehalogenide |
| -------------------------------------- |
| Sulfinsäure                            |
| Sulfinsäurehalogenid                   |
| Sulfinsäurechlorid                     |
| R = Alkyl, Aryl etc.                   |

Sulfinsäurehalogenide oder Sulfinylhalogenide sind eine durch die allgemeine Formel R–S(=O)–X beschriebene Stoffgruppe der organischen Chemie. In ihnen ist eine Sulfinylgruppe sowohl mit einem organischen Rest (–R) als auch mit einem Halogenatom (–X) verbunden, sie sind damit Abkömmlinge der Sulfinsäuren. In ihrer Oxidationsstufe stehen sie zwischen den Sulfenylhalogeniden und den Sulfonsäurehalogeniden.
Formal sind sie Thia-Analoga der Carbonsäurehalogenide.